# Biblioteca de la Universidad de Vilna

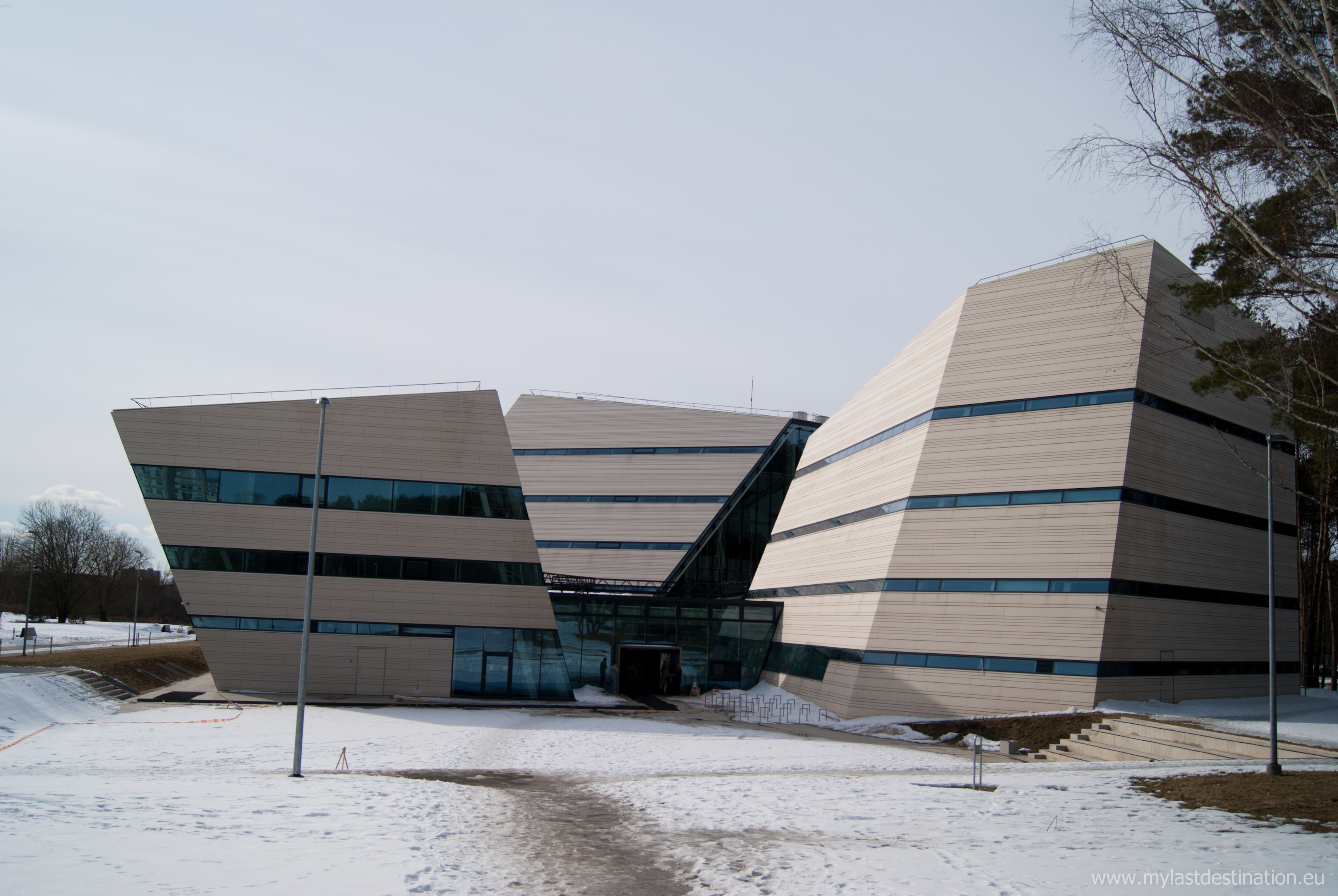
Nuevo Vilnius University library, Centro de communication y information científica

La Biblioteca de la Universidad de Vilna (Vilniaus universiteto biblioteka, en lituano)  es la más antigua y una de las mayores bibliotecas académicas de Lituania. Fue fundada en 1570 por los jesuitas y, como tal, es nueve años más antigua  que la Universidad de Vilna. La biblioteca posee 5,4 millones de documentos en los estantes que alcanzan los 166 kilómetros (103 millas) de longitud. Sus posesiones son mantenidas y accesibles para los miembros de la universidad y público en general, entre ellas  se encuentran algunos de los más antiguos manuscritos,  y grabados en Lituania y Europa del Este. En 2010, la biblioteca cuenta con 28.420 usuarios. La biblioteca está formada por la Biblioteca Central, el Centro de Información y Comunicación Científica (MKIC) y las bibliotecas de facultades y centros.

## Historia

### Orden de los jesuitas
Invitados por el obispo de Vilnius Walerian Protasewicz , los jesuitas llegaron a Vilnius en 1569. El 17 de julio de 1570, establecieron un colegio y una biblioteca. El núcleo de la biblioteca estaba formado por las colecciones del gran duque de Lituania y rey de Polonia Segismundo Augusto y obispo sufragáneo de Vilnius Georg Albinius. La biblioteca de Segismundo Augusto contenía las mejores obras clásicas, relatos de viajes, libros históricos, crónicas y literatura sobre ciencias naturales, derecho, militar y medicina publicada en el siglo XVI. Incluía la Biblia traducida por Martín Lutero , obras de Euclides y Claudio Ptolomeo , la primera edición de Revolutionibus orbium coelestium de Nicolaus Copernicus , y muchas otras obras.
Los privilegios otorgados por el rey Stephen Báthory el 1 de abril de 1579 convirtieron el Colegio de los Jesuitas de Vilnius en una universidad y la biblioteca en una biblioteca universitaria. En 1580, el obispo Protasewicz legó varios miles de libros a la biblioteca a su muerte. Muchos miembros del clero y la nobleza de Lituania también donaron libros a la biblioteca.
Durante los 200 años de gobierno jesuita en la universidad, la colección de la biblioteca creció de 4500 volúmenes (en 1570) a 11 000 volúmenes (en 1773). Una serie de guerras, incendios y saqueos impidieron que la biblioteca siguiera creciendo y muchos de sus libros terminaron en bibliotecas de Rusia, Polonia, Suecia y otros lugares.
Después de la supresión de la orden de los jesuitas en 1773, la Comisión de Educación Nacional asumió la custodia de la Universidad de Vilnius. En 1781, la Universidad pasó a llamarse Head School of Lituania. Su curso académico cambió y el fondo de la biblioteca se reponía con libros sobre ciencias naturales y medicina.

### Imperio Ruso
Después de la Tercera Partición de la Commonwealth Polaco-Lituana en 1795, la mayor parte del Gran Ducado de Lituania , incluida su capital Vilnius, pasó a formar parte del Imperio Ruso. En 1803, la escuela principal de Lituania pasó a llamarse Universidad Imperial de Vilnius. En la década de 1820, la Universidad de Vilnius se encontraba entre las principales universidades del Imperio Ruso; el resurgimiento de la investigación académica también tuvo un efecto positivo en la biblioteca. En 1804, el profesor Gottfried Ernest Groddeck fue nombrado director de la biblioteca. Logró hacerlo accesible al público. En 1815 se abrió un Departamento de Préstamos y se permitió que el personal y los estudiantes universitarios, los funcionarios de los distritos educativos y los profesores de gimnasios tomaran libros prestados. La biblioteca se trasladó al Small Aula, que tenía una sala de lectura de noventa asientos. Groddeck inició la compilación de un catálogo de tarjetas alfabético y luego sistémico. En comparación con otras bibliotecas del Imperio Ruso, la Biblioteca de la Universidad de Vilnius había alcanzado los estándares europeos más avanzados en ese momento.
Después del levantamiento de noviembre , el zar Nicolás I cerró la universidad el 1 de mayo de 1832. Una gran parte de la colección de la biblioteca se tomó de Vilnius y se distribuyó a varias instituciones académicas de Rusia. Hubo intentos fallidos en 1834 de establecer una biblioteca pública con los libros restantes de la biblioteca de la universidad. En 1856 el Museo de Antigüedades y una sala de lectura comenzó a funcionar bajo los auspicios de la Comisión Arqueológica. En 1865 se convirtieron en el Museo y Biblioteca Pública de Vilnius. La biblioteca recibió cerca de 200 000 volúmenes de valiosos libros y manuscritos de las colecciones de escuelas, claustros y bibliotecas privadas que habían sido cerradas después de los levantamientos de 1831 y 1863. En 1914, la Biblioteca Pública de Vilnius contenía más de 300 000 libros y ocupaba el cuarto lugar entre las bibliotecas en el Imperio Ruso. Fue devastada durante la Primera Guerra Mundial y los libros fueron transportados nuevamente a Rusia.